# Johnnie Walker Classic
El Johnnie Walker Classic (hasta 1992: Johnnie Walker Asian Classic) fue un torneo masculino de golf que se disputó desde 1990 hasta 2009 en diversos países de Asia y Oceanía, en particular Australia y Tailandia. Formó parte de la Asian Tour y la European Tour; entre 2006 y 2009 también lo fue de la PGA Tour of Australasia. La edición 1992 fue la primera de un torneo de Extremo Oriente en pertenecer a la European Tour. La bolsa de premios es actualmente de £ 1.250.000. La fecha varió de fines de año a principios de año y viceversa en varias oportunidades, lo que motivó que en algunos años no se disputará.

## Ganadores
| Año  | Cancha                                   | Sitio                 | Golfista             | Golpes         |                |
| ---- | ---------------------------------------- | --------------------- | -------------------- | -------------- | -------------- |
| 2009 | The Vines Resort and Country Club        | Perth, Australia      | Danny Lee            | 271 (-17)      |                |
| 2008 | DLF Golf and Country Club                | Gurgaon, India        | Mark Brown           | 270 (-18)      |                |
| 2007 | Blue Canyon Country Club                 | Phuket, Tailandia     | Anton Haig           | 275 (-13)PO    |                |
| 2006 | The Vines Resort and Country Club        | Perth, Australia      | Kevin Stadler        | 268 (-20)      |                |
| 2005 | Pine Valley Golf Resort and Country Club | Pekín, China          | Adam Scott           | 270 (-18)      |                |
| 2004 | Alpine Golf and Sports Club              | Bangkok, Tailandia    | Miguel Ángel Jiménez | 271 (-17)      |                |
| 2003 | Lake Karrinyup Country Club              | Perth, Australia      | Ernie Els            | 259 (-29)      |                |
| 2002 | Lake Karrinyup Country Club              | Perth, Australia      | Retief Goosen        | 274 (-14)      |                |
| 2001 | No se disputó.                           | No se disputó.        | No se disputó.       | No se disputó. | No se disputó. |
| 2000 | Alpine Golf and Sports Club              | Bangkok, Tailandia    | Tiger Woods          | 263 (-25)      |                |
| 1999 | Westin Resort Ta Shee                    | Taipéi, Taiwán        | Michael Campbell     | 276 (-12)      |                |
| 1998 | Blue Canyon Country Club                 | Phuket, Tailandia     | Tiger Woods          | 279 (-9)PO     |                |
| 1997 | Hope Island Resort                       | Queensland, Australia | Ernie Els            | 278 (-10)      |                |
| 1996 | Tanah Merah Country Club                 | Tanah Merah, Singapur | Ian Woosnam          | 272 (-16)PO    |                |
| 1995 | Orchard Golf and Country Club            | Manila, Filipinas     | Fred Couples         | 277 (-11)      |                |
| 1994 | Blue Canyon Country Club                 | Phuket, Tailandia     | Greg Norman          | 277 (-11)      |                |
| 1993 | Singapore Island Country Club            | Singapur              | Nick Faldo           | 269 (-11)      |                |
| 1992 | Pinehurst Golf and Country Club          | Bangkok, Tailandia    | Ian Palmer           | 268 (-20)      |                |
| 1991 | No se disputó.                           | No se disputó.        | No se disputó.       | No se disputó. | No se disputó. |
| 1990 | Hong Kong Golf Club                      | Hong Kong             | Nick Faldo           | 270 (-14)      |                |